# Uno Lehtonen

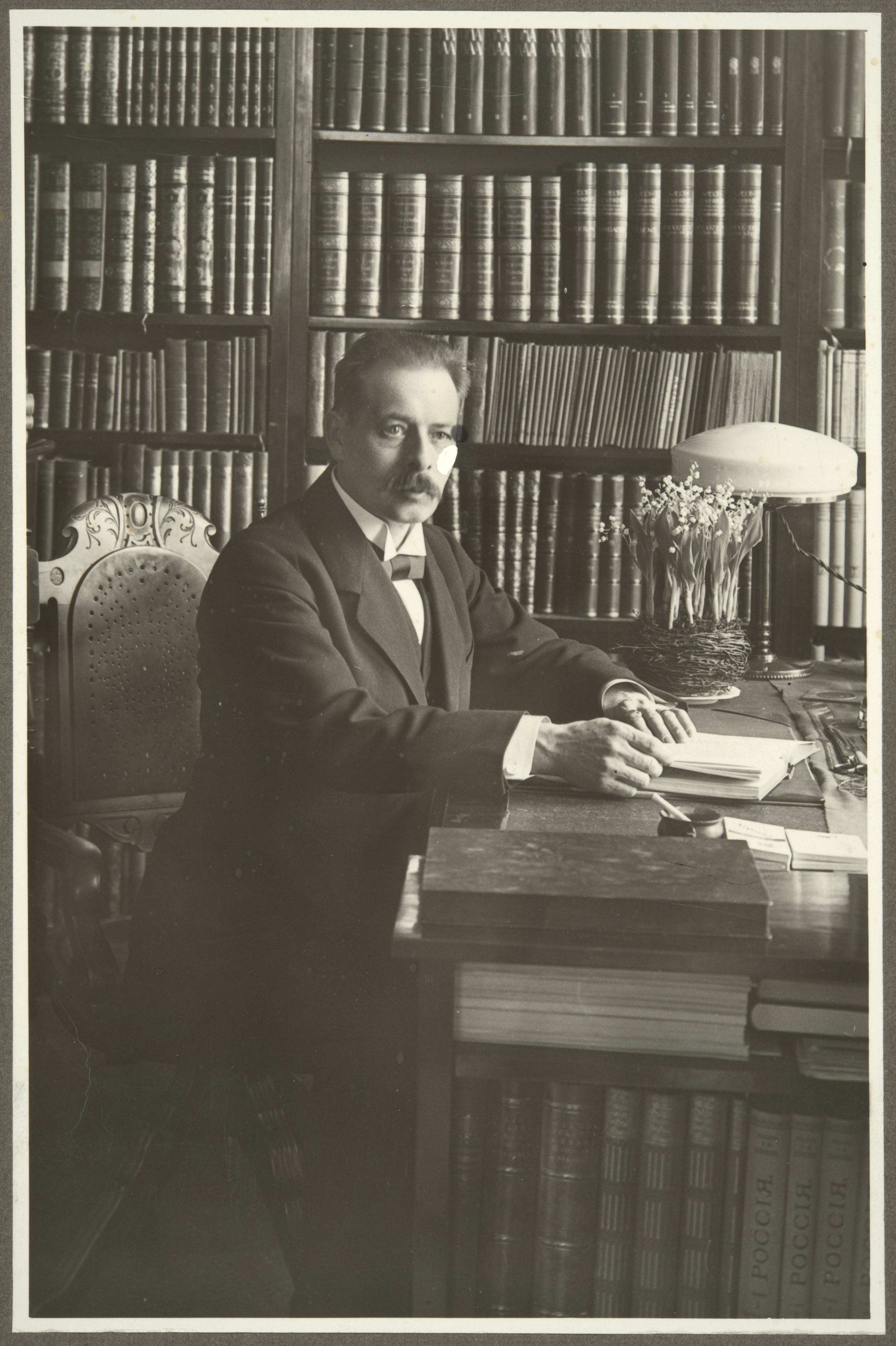
U. L. Lehtinen år 1920.

Uno Ludvig Lehtonen, född 27 januari 1870 i Ackas kommun, död 25 december 1927 i Helsingfors, var en finländsk historiker.
Lehtonen var professor i rysk historia och statsvetenskap vid Helsingfors universitet 1910–24 och professor i allmän historia från 1924. Han undersöklte främst Polens historia och Finlands anslutning till ryska imperiet. Han skrev ett antal uppsatser i tidskrifter, bland andra i den av honom från 1911 utgivna Historiallinen Aikakauskirja.
Han var en av grundarna av Åbo universitet och av Historian Ystäväin Liitto.